# 三五
株式会社三五（さんご、英: SANGO Co., Ltd.）は、愛知県名古屋市に本社を置く自動車部品メーカー。排気系部品やボデー部品、シャシー部品、駆動系部品を生産している。

## 概要
マフラー・マニフォールド、ボデー部品、駆動系部品、ドアヒンジなど自動車部品を中心とした鋼管加工を製造する企業。国内6か所の工場のうち4か所はみよし市にある。主な取引先はトヨタ自動車、ダイハツ工業、日野自動車、日産自動車、スバル、マツダ、三菱など。レクサスLFAやLCなどのマフラーサウンドは三五が手掛けている。近年の特徴的なマフラーではGRカローラやレクサスRC Fのチタンマフラーなどの生産も行っている。スーパー耐久に参戦している水素カローラのマフラーも三五製である。ボデー部品では、ドアインパクトビームや車体フレーム、ドアヒンジの生産を行っている。

## 国内生産拠点
- 本社/ECO三五 - 愛知県名古屋市
- 三好工場・三好第三工場 - 愛知県みよし市福田町
- 豊田工場・豊田技術センター - 愛知県豊田市鴻ノ巣町
- 福田工場 - 愛知県みよし市福田町
- とよはし工場 - 愛知県豊橋市明海町
- 技術本館・八和田山工場 - 愛知県みよし市三好町
- いなべ工場 - 三重県いなべ市
- 米野工場 - 三重県いなべ市

## 関連会社
- 株式会社三五北海道
- 株式会社三五九州
- 株式会社三五関東
- 株式会社三五パートナーズ
- 株式会社メグリス（建築用配管）

## 海外進出先（合弁企業所在国）
- アメリカ合衆国 - Arvin Sango Inc.
- カナダ - Arvin Sango Canada, Inc.
- メキシコ - Sango Auto Parts Mexico, S.A. de C.V.
- トルコ - Sango Turkey, Inc.
- 中華人民共和国 - 天津三五汽車部件有限公司、広州三五汽車部件有限公司、襄陽三五汽車部件有限公司
- タイ王国 - SANGO Thai Engineering & Manufacturing Co.,Ltd.
- インドネシア - PT. Sango Indonesia
- インド - Sango India Automotive Parts Pvt. Ltd.